# Ommeray
Ommeray là một xã trong vùng Grand Est, thuộc tỉnh Moselle, quận Château-Salins, tổng Vic-sur-Seille. Tọa độ địa lý của xã là 48° 43' vĩ độ bắc, 06° 41' kinh độ đông. Ommeray nằm trên độ cao trung bình là 225 mét trên mực nước biển, có điểm thấp nhất là 213 mét và điểm cao nhất là 282 mét. Xã có diện tích 10,12 km², dân số vào thời điểm 2005 là 101 người; mật độ dân số là 10,3 người/km². Ommeray nằm khoảng 13 km về phía đông nam của Vic-sur-Seille.

## Thông tin nhân khẩu
| 1926 | 1946 | 1962 | 1968 | 1975 | 1982 | 1990 | 1999 |
| ---- | ---- | ---- | ---- | ---- | ---- | ---- | ---- |
| 215  | 165  | 130  | 155  | 131  | 122  | 117  | 110  |